# Litauische Fußballnationalmannschaft (U-17-Junioren)
Die litauische Fußballnationalmannschaft der U-17-Junioren ist die Auswahl litauischer Fußballspieler der Altersklasse U-17. Sie repräsentiert die Lietuvos futbolo federacija auf internationaler Ebene, beispielsweise in Freundschaftsspielen gegen die Auswahlmannschaften anderer nationaler Verbände, aber auch bei der in dieser Altersklasse ausgetragenen Europameisterschaft.

## Teilnahme an U-17-Europameisterschaften
- 2002: nicht qualifiziert
- 2003: nicht qualifiziert
- 2004: nicht qualifiziert
- 2005: nicht qualifiziert
- 2006: nicht qualifiziert
- 2007: nicht qualifiziert
- 2008: nicht qualifiziert
- 2009: nicht qualifiziert
- 2010: nicht qualifiziert
- 2011: nicht qualifiziert
- 2012: nicht qualifiziert
- 2013: nicht qualifiziert
- 2014: nicht qualifiziert
- 2015: nicht qualifiziert
- 2016: nicht qualifiziert
- 2017: nicht qualifiziert
- 2018: nicht qualifiziert
- 2019: nicht qualifiziert
- 2022: nicht qualifiziert
- 2023: nicht qualifiziert
- 2024: nicht qualifiziert